# 児玉光雄
児玉 光雄（こだま みつお、1947年8月13日 - ）は日本のスポーツ心理学者、追手門学院大学スポーツ研究センター特別顧問、前鹿屋体育大学教授。
専門分野はテニス方法学、臨床スポーツ心理学。特にスポーツの天才の思考・行動パターン分析のエキスパートで知られる。

## 経歴
兵庫県出身。1971年、京都大学工学部金属加工科卒。大学時代はテニスプレーヤーとして、4年生の時に全日本学生選手権でベスト8になり、準々決勝で当時の学生ナンバー1の元デビスカップ代表選手・平井健一に敗れている。その試合を機に、平井とは親交を深めることになる。また、4年生の時、テニスの大阪毎日選手権で当時の日本ナンバー1だったプレーヤー小林功に勝利するという大番狂わせを演じた。
1970年〜1974年、全日本選手権にも出場。1971年より住友電気工業研究開発本部に10年間勤務。1976年〜1978年に企業派遣で米カリフォルニア大学ロサンゼルス校大学院に留学。工学修士号取得。
1981年独立。アメリカオリンピック委員会のスポーツ科学部門本部にて客員研究員としてスポーツ科学のデータ分析に従事。1982年、株式会社スポーツ・ソフト・ジャパンを設立し、スポーツ選手を中心とした右脳開発トレーニングに携わる。1999年に鹿屋体育大学体育学部助教授に就任、2006年に教授となる。

### 落語
落語は高校時代から授業がない時に先生の机の上に座り、クラスメイトに落語を聴かせたという。初めて覚えた落語は「壺算」である。
高校時代から桂米朝に心酔し、追っかけをやっていた。米朝独演会には足繁く通い、楽屋にも押しかけた。度々楽屋を訪問するうちに米朝から可愛がってもらい、自宅に泊めてもらったり、米朝一門の忘年会に何度も参加したこともある。
京都大学入学後、当時存在しなかった落語研究会を数人の学生と創設、初代葵家竹生を名乗る。時計台下の法経教室で創設記念落語会を開催し、マスコミに大々的に報じられる。持ちネタは40を越え、当時若かりし頃の桂ざこば（当時朝丸）や、桂枝雀（当時小米）等に直接頼んで大学にボランティアで落語指導に来てもらったこともある。
大学時代に当時関西で絶大な人気を誇った西川きよし司会のテレビ番組「素人名人会」に出場し、その時の審査員をしていた米朝に「私この人知っています」と言わしめた。なお、名人賞ではなく「まあいいで賞」であった。同じ「素人名人会」の予選会に参加していたのが現在の桂南光であり、彼は補欠当選者であったが、後に彼は名人賞を取って落語界に入っている。

## 研究
スポーツと脳の関連に関する研究にも造詣が深く、「右脳IQ」という数値により創造性開発プログラムにも尽力している。
米国オリンピック委員会スポーツ科学部門本部の客員研究員としてオリンピック選手のデータ分析に従事した。過去20年以上にわたりスポーツ心理学者としてプロスポーツ選手のメンタルカウンセラーを務める。

## 主な著作
著作は、150冊以上を数える。
- イチローシリーズ

『イチロー式突破力』（ゴマブックス）

『なぜイチローは細いバットを使うのか？』（三交社）

『イチロー主義』（東邦出版）

『最高の自分を引き出すイチロー思考：いくつになっても成長するコツ。逆境という「壁を越える」コツ。』（三笠書房）

『イチロー流準備の極意』（青春出版）

『天才・イチローなお挑み続ける「言葉」なぜ、彼は輝きを失わないのか』（イースト・プレス）

『天才・イチロー成功を導く魔法の「言葉」』（イースト・プレス）

『孤高の天才イチロー試練からの夢実現力』（パブラボ）

『新イチロー思考』（東邦出版）

『イチロー式成功するメンタル術』（講談社）

『天才・イチロー　逆境を超える「言葉」〜なぜ、彼は立ち上がることができるのか〜』（イーストプレス）

『イチローの逆境力』（祥伝社）

『天才イチローを創った魔法の言葉』（東邦出版）

『イチロー式集中力』（PHP研究所）

『イチロー89の言葉』（三笠書房）

『なぜイチローはチャンスで最高の実力を出せるのか』（中経出版）

『イチローの成功習慣に学ぶ』（サンマーク出版）

『イチロー式突破力』（ぶんか社）

『唯一無二の精神に学ぶイチロー心理』（東邦出版）

『夢をかなえるイチロー哲学』（大和書房）

『イチロー式モチベーション革命』（ベースボールマガジン社）

『イチロー式成功のマトリクス』（日刊スポーツ出版社）

『イチロー式逆境力』（ぶんか社）

『イチローに学ぶ勝利する人の習慣術』（河出書房新社）

『イチロー式チームリーダー力』（ダイヤモンド社）

『イチロー思考』（東邦出版）

『イチロー式集中力』（インデックス・コミュニケーション）

『イチロー進化論』（日刊スポーツ出版社）

『イチローはなぜ打率ではなくヒット数にこだわるのか』（晋遊舎）

- ゴルフメンタルシリーズ

『ゴルフメンタル強化メソッド』（実業之日本社）

『1日たった5分！ゴルフメンタルでもっと上手くなる』（日東書院本社）

『石川遼に学ぶメンタルゴルフ革命』（ベースボール・マガジン社）

『なぜゴルフはナイスショットが絶対に再現できないのか』（東邦出版）

『石川遼に学ぶメンタルの極意』（日刊スポーツ出版社）

『タイガー・ウッズのメンタルを手に入れる方法』（日刊スポーツ出版社）

『中部銀次郎の言い分 -心の鍛錬でゴルフと人生を極める』（東邦出版）

『なぜゴルフは練習しても上手くならないのか -T・ウッズやオチョアは知っている』（東邦出版）

『ゴルフ脳を鍛えるメンタル・ドリル -名手たちの「言葉」があなたのゴルフを進化させる』（日本文芸社）

『1日5分でシングルになるゴルフメンタル』（池田書店）

- テニスシリーズ

『テニスはインパクトが９割』（東邦出版）

『錦織圭に学ぶテニス勝ちにいく教科書』（新紀元社）

『なぜテニスは練習しても上手くならないのかージョコビッチや錦織圭は知っている』（東邦出版）

『実は180度違う一流テニス選手の思考』（東邦出版）

『児玉光雄の読むだけでテニスが上手くなる本』（ベースボール・マガジン社）

『錦織圭マイケルチャンに学んだ勝者の思考』（楓書店）

『実は180度違う一流テニス選手の思考』（東邦出版）

『読むだけでテニスが上手くなる本』（ベースボールマガジン社）

『わかりやすいテニス超上達革命』（ベースボールマガジン社）

『テニス上達革命』（ベースボールマガジン社）

『頭脳テニスの奇跡』（祥伝社）

- 右脳シリーズ

『あなたの子どもを石川遼や浅田真央のような天才にする右脳開発塾』（イーストプレス）

『ダ・ヴィンチ転脳テクニックー1日5分で人生に奇跡を起こす左右脳のスイッチングで”全脳思考”になれる！』（東邦出版）

『理工系の”ひらめき”を鍛える　右脳を鍛えて直感的に解く力を身につけよう』（ソフトバンククリエイティブ）

『直感力「上手に決断できる人」になる脳力トレーニング』（フォレスト出版）

- 右脳ドリルシリーズ

『IQに好影響！こども右脳ドリル』（東邦出版）

『脳力向上シート＋100回分のパズルで物忘れ、ボケを防ぐ脳いきいきドリル』（秀和システム）

『ボケない人になるドリル【思い出せますか？編】：1日10分の楽しい脳トレ！』（河出書房新社）

『創造力＋直感力　お受験で差をつける！子供の右脳ドリル』（イーストプレス）

『楽しみながら頭が良くなる「脳トレ」パズル』（三笠書房）

『脳をきたえるかんたんおえかきドリル』（ダイヤモンド社）

『もっとIQが高くなる幼児の右脳ドリル』（東邦出版）

『「脳力」がアップする子どものインド式算数ドリル』（ダイヤモンド社）

『天才・右脳ドリルVol.1〜4』（日東書院本社）

『驚異の右脳開発ドリル』（成美文庫）

『脳が10歳若返る！最強右脳ドリルー記憶力・集中力・直感力、鈍っていませんか？』（世界文化社）

『30歳からの右脳ドリル』（PHP研究所）

『大人がはまる右脳ドリルー1日5分で脳が生まれ変わる』（ベストセラーズ）

- 右脳の達人シリーズ（ゲームソフト・監修）

『右脳の達人 爽解!まちがいミュージアム』（バンダイナムコゲームス）

『右脳の達人 ガンバれっトレーナー』（バンダイナムコゲームス）

『右脳の達人 ひらめき子育てマイエンジェル』（バンダイナムコゲームス）

『右脳の達人 爽解!まちがいミュージアム2』（バンダイナムコゲームス）

- リーダーシップ

『「ついていきたい」と思われるリーダーになれる本成功するチームをつくるスキル』（実業之日本社）

『信じる力と伝える力日ハム栗山監督に学ぶ新時代のリーダー論』（二見書房）

『奉仕するリーダーシップ　小川淳司監督はヤクルトに何をしたのか』（二見書房）

『結果が出ない時こそ前向きにリーダー原辰徳84の言葉』（東邦出版）

『岡田ジャパン　ブレない「組織脳」』（主婦の友社）

『岡田監督信念のリーダーシップ -勝てる組織をどうつくるか』（ダイヤモンド社）

『こんな上司となら仕事がしたい -星野仙一が「理想の上司」と言われる理由』（河出書房新社）

『名将・王貞治勝つための「リーダー思考」』（日本文芸社）

『オシム知将の教え -「伝わる言葉」で強い組織をつくる』（東邦出版）

- トップアスリート

『大谷翔平86のメッセージ　才能が目覚める、活かせる』（三笠書房）

『超一流アスリートが実践している本番で結果を出す技術』（文響社）

『レジェンド不屈の現役たちの言葉：あくなき挑戦者から、私たちは何を学ぶか』（河出書房新社）

『なぜ大谷翔平は二刀流で闘えるのか』（双葉社）

『羽生結弦誇り高き日本人の心を育てる言葉（監修）』（サンクチュアリ出版）

『田中将大から学ぶ負けない「気持ち」の創り方』（辰巳出版）

『内村航平ー心が折れそうなとき自分を支える言葉』（PHP研究所）

『浅田真央　美しく舞う言葉』（イースト・プレス）

『ヘタな人生論よりトップアスリートの名言』（河出書房新社）

『トップアスリート・名将777の思考』（東邦出版）

『石川遼、本田圭佑、長谷部誠などの言葉に学ぶ「夢の実現力」』（プレジデント社）

『「なでしこ」を世界一にした魔法のことば』（日本文芸社）

- ビジネス

『すぐやる力　やり抜く力：潜在意識が目覚めすべてが驚異的にうまくいく「フロー体験」を起こす技術』（三笠書房）

『「やる気はあるのに動けない」そんな自分を操るコツ』（ソフトバンククリエイティブ）

『いまの仕事でいいの？と思ったら読む本』（東邦出版）

『「最高の自分」を作るプロフェッショナル仕事術』（フォレスト出版）

『どんな仕事も楽しくなる101の言葉』（三笠書房）

『世界一わかりやすいマズローの夢実現法則』（東邦出版）

『トップアスリートに学ぶ！ここ一番の仕事集中術成功の法則』（TAC出版）

『人望の正体〜スキルとしての人心掌握術〜』（晋遊舎）

『イチローやタイガーの「集中力」を「仕事力」に活かす！』（二見文庫）

『なぜモチベーションが上がらないのか』（ソフトバンククリエイティブ）

『社内で「イチロー」を育てる法』（PHP研究所）

『天才社員の育て方』（日本経営合理化協会出版局）

## 講演
- 2016年

三井住友コンサルティング

富士通ソリューションフェア２０１６イン神戸

JAグループ三重

東京海上日動

JAグループ東京

神戸アフラック株式会社

LIXIL

ヤマハジュニア会

アフラック

パナソニック労働組合

港友会

ＪＡ共済連愛媛

関東鹿栄会

メタウヲーター

ユアサ商事

中国ＩＢＭユーザー研究所

メタウヲーター

近畿春夏冬会

株式会社トーホーストア

関西パック工業会

家島建設安全大会

三井住友銀行船場法人営業部

内外情勢調査会豊橋支部

内外情勢調査会刈谷支部

尼崎信用金庫営業総括部

富士通テン労働組合

公益社団法人大阪府柔道整復師会

鳥羽志摩教育研究会

村田製作所

きさらぎ会

梅田ＫＳ会

吉川化成株式会社

日和山観光

アパマンショップ

奈良県労働基準協会

さんしん同友会松本支部・岡宮支部

三井住友銀行新潟法人会

日本工学院専門学校

三井住友銀行麹町法人会

南都銀行

AIU保険会社

日立「清風会」

京阪くずはモール組合

三井住友銀行

大阪ダイハツ販売株式会社

- 2015年

大阪トラック協会（ホテル阪急インターナショナル）

中部産業連盟（名古屋グランコート）

株式会社インテリジェンス（ハービス大阪）

株式会社扶洋神戸営業所（神戸営業所）

三井住友銀行和歌山

長野県茅野市

DUDA（ウエスティンホテル大阪）

広畑経済同友会（広畑図書館ホール）

川越市スポーツ講演会（川越市やまぶき会館）

大阪椿本協力会（株式会社椿本チエイン京田辺工場）

京都JA（京都JA会館）

東風会（グランドプリンス高輪ホテル）

鹿児島銀行取引先若手経営者（城山観光ホテル）

藤徳物産株式会社（ホテルグランビア岡山）

ユニーテナント会（ウエスティンホテルナゴヤキャッスル）

株式会社扶洋本社（株式会社扶洋本社）

株式会社トスコ（ホテルグランビア岡山）

東洋アルミエコプロダクツ（新梅田研修センター）

ハローワーク草津（RiseVille都賀山）

近畿菓子卸商業組合（帝国ホテル）

一般社団法人投資信託協会（岐阜都ホテル）

三重県損害保険代理協会（津センターパレス）

もみじ銀行従業員組合（広島国際会議場）

ガステックサービス株式会社（ホテルアークリッシュ豊橋）

内田洋行ITソルーション（ホテル札幌芸文館）

株式会社セイム（三原商工会議所）

三井住友銀行篠山

アサヒビール労働組合中国支部（アサビビール四国統括本部会議所）

鹿児島電通

全国共済農業協同組合SLA交流集会（ホテル日航奈良）

株式会社電通国際情報サービス（大阪国際会議場）

大阪ガス株式会社（ホテルクラウンパレス）

大阪電業協会（建設交流館）

ENEOSグローブ株式会社（ホテル日航金沢）

みつわ会（キャッスルプラザ名古屋）

公益財団法人くまもと産業支援財団（綜合科学学習室）

三井住友銀行天六法人営業部（ホテル阪急インターナショナル）

九州コニシステム工業（ANAクラウンプラザ博多）

トーエネック労働組合（グリーンホテル三ヶ根）

岡山県教職員組合（マービーふれあいセンター倉敷）

クサカ建設株式会社（尼崎中小企業センター）

大垣市学校職員組合大垣支部（大垣市ストぴあセンター学習館）

東京都社会保険労務士会（熱海後楽園ホテル）

共栄火災海上保険株式会社（城崎温泉あさぎり荘）

りそな総合研究所株式会社（東京八重洲ホール902）

成田国際空港振興協会（ヒルトン成田）

NIPPO関西北総括事業所安全大会（フェニックスプラザ）

きのくに信用金庫（ホテルグランビア和歌山）

富士シート貴和会（新阪急ホテル

岡村製作所（ハイアットリージェンシー東京）

NTT西日本関西事業部（トレードピア淀屋橋ビル19階会議室）

株式会社今仙電機製作（名古屋キャッスルプラザ）

- 2014年

田島ルーフィング（リーガロイヤルホテル）

アイデム（アイデム西本町ビル）

大阪府トラック協会浪速南支部（シェラトン都ホテル大阪）

ハローワーク淀川（ホテルプラザ大阪）

南日本銀行（鹿児島サンロイヤルホテル）

関西菱材会主催新春講演会（関西菱材会）

山信株式会社（熱田神宮会館）

追手門学院大学（高槻現代劇場）

大同生命近畿地区TLC会

北國銀行石動支店（料亭美よし）

旭精工株式会社（ホテルアゴーラリージェンシー）

大阪京大クラブ

NECイノベーションセミナー（ホテルニューオオタニ）

奈良経済同友会（ホテルニューオオタニ）

中部マーケティング協会（ウエスティン名古屋キャッスルホテル）

パナソニックグループ労働組合（ユニトピアささやま）

LIXIL新春感謝の集い（名鉄ニューグランドホテル）

京都商工会議所（京都コンサートホール）

大阪管工機材商業協同組合（ヴァーレ大阪）

北友会・青山経友会合同講演会（ホテルメトロポリタン盛岡）

社団法人日本木造住宅産業協会（ホテル日航大阪）

内外情勢調査会熊本（熊本キャッスルホテル）

内外情勢調査会（八代）

日本電気協会四国支部（JRホテルクレメント高松）

ビューテック株式会社（神戸）

石垣島市民会館（石垣島）

丸紅社友会事務局（丸紅）

ユーザックシステム株式会社（内田洋行）

南都銀行（かしわら観光ホテル）

静岡県岳南法人会（ホテルグランド富士）

ビューテック株式会社

内外情勢調査会小田原支局

アルフレッサユニオン（名古屋）

中国電力（広島）

神戸ビル管理株式会社（神戸銀行協会）

内外情勢調査会津支局（津都ホテル）

三井住友銀行（住友）

長谷川体育施設九州支店（アクタ博多）

パナソニック（パナソニック人材開発カンパニー）

アンリツ研修センター（アンリツ株式会社）

大和証券、鹿児島銀行（宮崎観光ホテル）

海部地区教育委員会（岐阜市民会館）

豊田法人会主催青年部会記念講演会（豊田商工会議所）

加古川老人大学OB会

富士商工会議所岳南

明石市薬剤師会（明石市生涯学習センターホール）

ヤナセ

カモメ会（吉池旅館）

全国家庭協同組合（両国第一ホテル）

三井住友コンサルティング吉祥寺法人

追手門学院大学梅田サテライト

有田商工会議所（橘屋）

中京銀行

関東建機デンショー会（博多シーホークホテル）

百五経営研究会（桑名）

JA福井（福井）

山善株式会社（日航ホテル）

- 講演テーマ

「イチロー思考で成功をつかむ法」　〜限界をつくらない考え方〜

勝者のメンタルトレーニング〜田中将大、本田圭佑に学ぶメンタルの極意〜

スポーツ界の名リーダーに学ぶ人望の正体

トップアスリートに学ぶ勝者の思考法〜メンタルタフネスを身につけよう〜

「社内でイチローを育てる法」

「内的モチベーションを高めるための能力開発講座」

「明日から使えるゴルファーのためのメンタルトレーニング」

「右脳IQトレーニング講座」

錦織圭・世界に通用する思考〜トップアスリートに学ぶ勝利の心理・行動パターン〜

## テレビ出演
- 2014年

1月30日　NMBとまなぶくん（関西テレビ）
- 2013年

10月30日　ホンマでっか！？TV（フジテレビ）ホンマでっかレストラン　親子どんぶり

10月2日　ホンマでっか！？TV（フジテレビ）2時間SP　人生相談　関根勤＆ブラマヨ吉田親子

9月4日　ホンマでっか！？TV（フジテレビ）ホンマでっかレストラン　あんかけ炒飯

8月21日　ホンマでっか！？TV（フジテレビ）女のウラの顔SP

5月15日　ホンマでっか！？TV（フジテレビ）大泉洋とウンチの秘密SP

4月24日　ホンマでっか！？TV（フジテレビ）付き添い人生相談

1月30日　ホンマでっか！？TV（フジテレビ）夫婦関係のウラ常識

- 2012年

12月12日　ホンマでっか！？TV（フジテレビ）冬の危ない習慣

11月28日　ホンマでっか！？TV（フジテレビ）分かり合えない男と女

11月21日　ホンマでっか！？TV（フジテレビ）2時間スペシャル

10月17日　ホンマでっか！？TV（フジテレビ）秋の危ない習慣

10月3日　ホンマでっか！？TV（フジテレビ）人間性ブッた斬り！超本気人生相談SP

9月27日　ウソでっしゃろ！？TV（フジテレビ）

7月25日　ホンマでっか！？TV（フジテレビ）ホンマでっか！？運命の人

7月25日　やじうまテレビ！〜マルごと生活情報局〜（テレビ朝日）

7月21日　FNS27時間テレビ笑っていいとも！真夏の超団結特大号！！（フジテレビ）

7月18日　ホンマでっか！？TV（フジテレビ）ホンマでっか！？人間性診断

6月27日　ホンマでっか！？TV（フジテレビ）ホンマでっか！？人生相談

6月13日　ホンマでっか！？TV（フジテレビ）ダマされる女SP

6月6日　ホンマでっか！？TV（フジテレビ）ホンマでっか！？人生相談

5月30日　ホンマでっか！？TV（フジテレビ）最新結婚事情

3月28日　ホンマでっか！？TV（フジテレビ）沖縄2泊3日ロケ大混乱SP

3月14日　ホンマでっか！？TV（フジテレビ）ホンマでっか！？運命の人

2月8日　ホンマでっか！？TV（フジテレビ）ホンマでっか！？人生相談

1月18日　ホンマでっか！？TV（フジテレビ）冬の危ない習慣

1月4日　ホンマでっか！？TV（フジテレビ）TV新春は4時間半だ！！

- 2011年

11月23日　ホンマでっか！？TV（フジテレビ）危ない病気の兆候

11月16日　ホンマでっか！？TV（フジテレビ）危ない流行

10月19日　ホンマでっか！？TV（フジテレビ）秋の危ない習慣SP

10月5日　ホンマでっか！？TV（フジテレビ）4時間半SP

9月14日　ホンマでっか！？TV（フジテレビ）ホンマでっか！？人間性診断

9月7日　ホンマでっか！？TV（フジテレビ）危ない人間関係

8月10日　ホンマでっか！？TV（フジテレビ）危ない病気の兆候

7月27日　ホンマでっか！？TV（フジテレビ）これだけは私に言わせて！ホンマでっか！？ランキング

7月6日　ホンマでっか！？TV（フジテレビ）夏の危ない習慣SP

6月22日　ホンマでっか！？TV（フジテレビ）夏までに出来る体作り

5月18日　ホンマでっか！？TV（フジテレビ）ホンマでっか！？人間性診断

5月11日　ホンマでっか！？TV（フジテレビ）すぐ出来る体質改善

4月13日　ホンマでっか！？TV（フジテレビ）春の危ない習慣

4月6日　ホンマでっか！？TV（フジテレビ）超本気人生相談SP

1月26日　ホンマでっか！？TV（フジテレビ）お金の落とし穴SP

1月19日　ホンマでっか！？TV（フジテレビ）人生必勝テクSPやる気編

1月5日　ホンマでっか！？TV（フジテレビ）超本気人生相談SP

- 2010年

12月1日　ホンマでっか！？TV（フジテレビ）記憶のヒミツ

11月10日　ホンマでっか！？TV（フジテレビ）危ない人間関係

10月20日　ホンマでっか！？TV（フジテレビ）秋の危ない習慣SP

9月24日　やじうまプラス（テレビ朝日）

9月22日　ホンマでっか！？TV（フジテレビ）もう一度、いや二度、いや何度でも見たい衝撃！

8月30日　ホンマでっか！？TV（フジテレビ）超未確認情報SP

8月16日　ホンマでっか！？TV（フジテレビ）睡眠の新常識

7月19日　ホンマでっか！？TV人の見分け方SP（フジテレビ）

5月24日　ホンマでっか！？TV今すぐ出来る脳力UP（フジテレビ）

5月1日　天才じゃなくても夢をつかめる10の法則（日本テレビ）

4月19日　ホンマでっか！？TV（フジテレビ）

1月10日　天才じゃなくても夢をつかめる10の法則（日本テレビ）